# 수소 결합

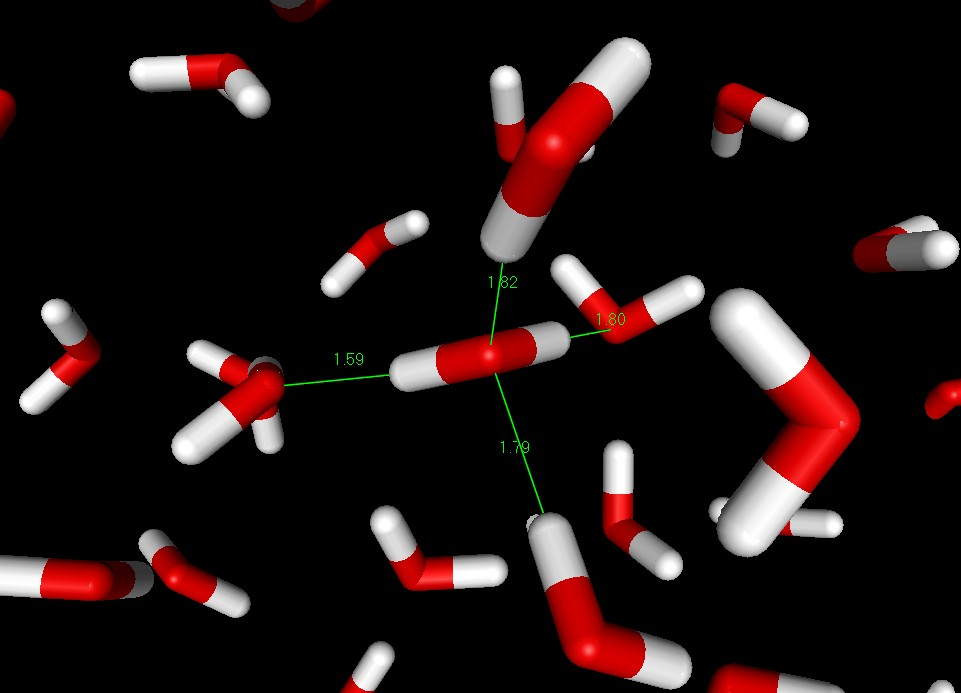
수소 결합

화학에서 수소 결합(水素結合, hydrogen bond)은 N(질소), O(산소), F(플루오린) 등 전기 음성도가 강하고 크기가 작은 2주기 원소와 수소를 갖는 분자가 이웃한 분자의 수소 원자 사이에서 생기는 정전기적인력으로 일종의 분자간 인력(분자 사이에 끌어당기는 힘)이다. 수소 결합을 하는 물질은 그 상호작용의 세기가 수소결합을 하지 않는 분자보다 매우 강하여 분자량이 비슷한 다른 분자들에 비해 녹는점과 끓는점이 높고, 융해열과 기화열이 크다는 성질이 있다.
수소 결합은 분자 내에서 일어나는 원자간의 화학결합이 아니라 분자 사이에서 일어나는 인력에 의한 결합으로, 분산력, 쌍극자-쌍극자 힘, 쌍극자-유발 쌍극자힘과 같은 분자간 상호작용 보다 훨씬 강해 수소'결합' 이라고 부르지만, 이온결합, 공유결합과 같은 결합보다는 훨씬 약하다.따라서 이온결합,공유결합에 비해 열 등의 외적 요인으로도 쉽게 분리될 수 있다.
수소 결합을 하는 물질은 분자내 쌍극자 모멘트가 발생하는 극성 분자로 물에 잘 녹는다. 물(H2O)과 수소 결합을 하여 용매와 용질 사이의 인력이 강해지기 때문이다.

## 결합
상대적으로 전기음성도가 큰 원자에 부착된 수소 원자는 수소 결합 주개의 역할을 한다. 이 전기음성도가 큰 원자는 보통 불소, 산소 또는 질소이다.
C-H 결합은 CHCl3(클로로포름)의 경우와 같이 탄소 원자가 전기음성도가 큰 원자에 결합해 있을 때만 수소 결합에 참여한다. 수소 결합에서, 수소에 공유결합으로 연결되지 않은 전기음성도가 큰 원자는 양성자 받개라고 명명되는 반면에, 수소에 공유결합으로 연결된 것은 양성자 주개로 명명된다. 이 명명법이 IUPAC에 의해 권장되는 반면, 다른 주개-받개 결합에서 주개/받개의 명칭은 전자쌍의 원천으로 결정되기 때문에 이 명명법은 오해받을 수 있다. 양성자 결합 주개는 루이스 정리에 기반을 둔다.
수소결합은 H···Y형태로 서술되는데 점선은 수소 결합을 의미한다. 수소결합을 나타내는 물과 같은 액체들은 associated liquids라고 불린다.
기증자의 분자에서, 전자는 기증자의 수소 핵 주위에서 전자 구름을 끌어당기고, 전자 구름을 중심으로 하여, 원자는 양전하를 가진 양전하를 가지고 있다. 다른 원자와 분자에 비해 작은 수소의 크기 때문에, 결과적으로 부분적으로만 차지하는 전하는 큰 전하 밀도를 나타낸다. 수소 결합의 강력한 양전하가 다른 헤테로 다인의 전자를 다른 헤테로 다인으로 끌어당길 때 수소 결합 양자가 된다.
수소 결합은 종종 전기 쌍극자 쌍극자 상호 작용으로 설명된다. 그러나, 수소 결합은 또한 공유 결합의 일부 기능을 가지고 있다. 그래서 방향성과 강한 힘의 합을 만들어 내고 이를 쌍극자 모멘트라고 부른다.
수소 결합은 매우 약한 힘(1-2 kJ/mol)에서 극도로 강한 힘(161.5 kJ/mol)까지 다양할 수 있다.
일반적인 엔탈피는 다음과 같다.
- F−H···:F (31.5 kJ/mol or 38.6 kcal/mol)
- O−H···:N (29 kJ/mol or 6.9 kcal/mol)
- O−H···:O (21 kJ/mol or 5.0 kcal/mol)
- N−H···:N (13 kJ/mol or 3.1 kcal/mol)
- N−H···:O (8 kJ/mol or 1.9 kcal/mol)
- HO−H···:OH (18 kJ/mol or or 4.3 kcal/mol)

수소 결합의 길이는 접착 강도, 온도, 압력에 따라 달라진다. 접착 강도 자체는 온도, 압력, 결합 각도 및 환경에 따라 달라진다(일반적으로 로컬 유전 상수로 특징 지어짐). 물 속의 수소 결합의 전형적인 길이는 197pm이다. 이상적인 결합 각도는 수소 결합 기증자의 성격에 달려 있다. 플루오르화 수소산과 다양한 수용체 사이의 다음 수소 결합 각도가 결정되었다.
| Acceptor···donor | VSEPR geometry  | Angle (°) |
| ---------------- | --------------- | --------- |
| HCN···HF         | linear          | 180       |
| H2CO···HF        | trigonal planar | 120       |
| H2O···HF         | pyramidal       | 46        |
| H2S···HF         | pyramidal       | 89        |
| SO2···HF         | trigonal        | 142       |

## 수소 결합이 나타나는 예
- 물(H2O)
- 플루오린화 수소(HF)
- 암모니아(NH3)
- 에탄올(C2H5OH)
- DNA의 염기간의 결합
- 메탄올(CH3OH)
- 아세트산(CH3COOH)
  - (-OH, -COOH, -NH₂)와 결합하는 경우

포도당, 설탕, 녹말, 단백질 등 많은 물질에서 수소 결합이 나타난다.

## 표기
수소 결합을 표기할 때에는, ···를 사용한다. 즉, X-H···Y 꼴로 표기한다.
예1) H-O-H···O-2H (물의 수소 결합)
예2) H-F···H-F (플루오린화 수소의 수소 결합)

## 확인하는 방법
수소 결합을 X-H···Y기(基)에 비(比)한다면, 이 중 X-H기의 신축 진동의 변화를 적외선 흡수 스펙트럼에 의해 확인할 수가 있다.

## 물(H2O{\displaystyle {\ce {H2O}}})의 수소 결합
물에서의 수소 결합은 H-O-H···O-2H 형태로 나타난다.
물 분자에서 2개의 수소 원자가 부분적으로 (+)전하를 띠고, 산소 원자가 (-)전하를 띠어서 굽은형 구조를 나타낸다. 이때 물은 극성을 띠게 되는데, 이런 극성 때문에 (+)전하를 띠는 수소 원자와 (-)전하를 띠는 산소 원자 사이에 강한 정전기적 인력이 생겨서 결합이 형성된다.
이 때 물 분자 사이에 생긴 수소 결합의 결합력(인력)은 다른 분자들의 결합력에 비해 상대적으로 강하다. 따라서 물 분자 사이에 생긴 수소 결합의 강한 인력을 끊기 위해서 많은 에너지가 필요하다. 따라서 같은 양의 에너지를 가할 때 다른 물질에 비해 온도가 쉽게 올라가지 않는다. 결과적으로 끓는점과 어는점이 높아진다.
또한 수소 결합으로 인해 물에 많은 양의 열을 담을 수 있기 때문에, 비열과 열용량도 커진다. 이 현상이 지구 생태계를 유지시키며, 바닷가에서 해풍과 육풍을 발생시키는 역할을 한다. 바다는 육지보다 비열이 커서 쉽게 가열되거나 냉각되지 않는다. 따라서 낮에는 육지 쪽이 빨리 가열되므로 공기가 상승한다. 그 자리를 메우기 위해서 바다에서 육지 쪽으로 공기가 이동하므로 해풍이 분다. 밤에는 육지 쪽이 빨리 냉각되므로 상대적으로 온도가 높은 바다 쪽의 공기가 상승한다. 그 자리를 메우기 위해서 육지에서 바다 쪽으로 공기가 이동하므로 육풍이 분다.
순수한 물이 얼어버릴 때, 물의 수소 결합으로 인해 얼음은 빈 공간이 많은 육각고리 모양의 결정을 형성하게 된다. 이때문에 얼음이 되면 부피는 증가하고 밀도는 감소한다. (일반적으로는 다른 물질들은 액체 상태 물질의 밀도보다 고체 상태의 물질의 밀도가 훨씬 크다) 이런 현상 때문에 영하의 기후에서 호수의 물고기들이 살아갈 수 있게 되었다.
이 뿐만 아니라, 수소 결합에 의해 분자 간의 강한 인력 때문에, 물의 표면 장력도 크다. 예로, 모세관 현상이 물의 수소결합으로 인해 나타나는 강한 표면장력에 의한 대표적 현상이다.

## 이합체
플루오린화 수소(HF)와 아세트산(CH3COOH) 등의 몇몇 분자들은 두 분자가 수소 결합을 이루어 한 분자처럼 행동하기도 하는데, 이것을 이합체라고 한다.

## 같이 보기
- 화학 결합